# Henry Morgenthau jr.

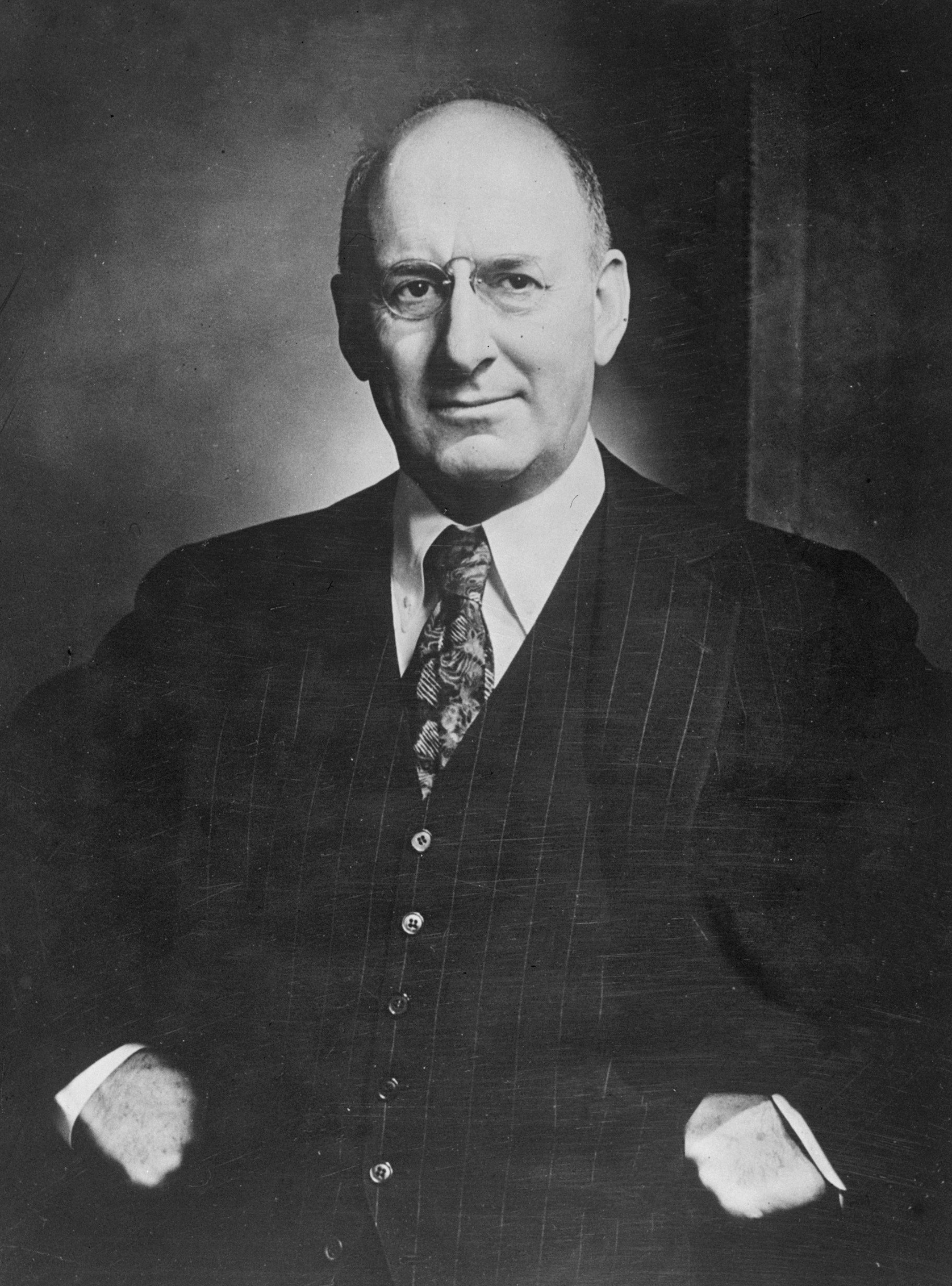
Henry Morgenthau, Jr. (1947)

Henry Morgenthau jr. (11 mei 1891 - 6 februari 1967) was de Amerikaanse minister van Financiën van 1934 tot juli 1945 tijdens het presidentschap van Franklin D. Roosevelt. 
Hij was de zoon van Henry Morgenthau, een rijke, Joodse zakenman en politicus uit New York.
Hij speelde een belangrijke rol in het opstellen en financieren van de New Deal. Na 1937 speelde hij als minister een centrale rol bij de financiering van de Amerikaanse deelname aan de Tweede Wereldoorlog. Hij speelde ook een steeds belangrijkere rol in het vormgeven van het buitenlands beleid, waaronder het helpen van Joodse vluchtelingen en het opstellen van het Morgenthau-plan, een plan om te voorkomen dat Duitsland opnieuw een militaire dreiging kon worden door het sluiten van industrie en mijnbouw.
- Bibliothèque nationale de France: cb12088477q (data)
- Gemeinsame Normdatei: 118736930
- International Standard Name Identifier: 0000 0000 8342 3201
- KulturNav: 7a5d7515-dfa6-4799-81a5-0e3df483be13
- Library of Congress Control Number: n50006116
- National Archives and Records Administration: 10581613
- Nationale Bibliotheek van Tsjechië: jx20090910004
- Nationale bibliotheek van Australië: 35362619
- Nationale Bibliotheek van Israël: 987007463535905171
- Nederlandse Thesaurus van Auteursnamen: 070815852
- SNAC: w6r60hqb
- Système universitaire de documentation: 067046002
- Trove: 925967
- Virtual International Authority File: 24627659
- WorldCat: E39PBJwtpX3b9gRkvTPT7RMQMP